# Sigurd Slembe

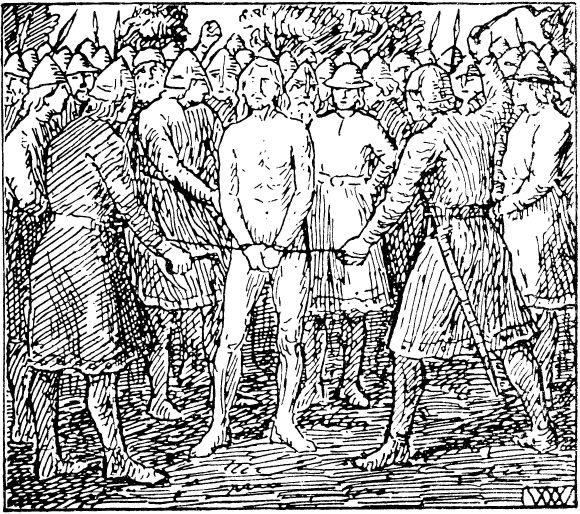
Sigurd Slembe wird vor seiner Exekution gehäutet; Illustration von Wilhelm Wetlesen in der Buchausgabe von 1899 (bei J. M. Stenersen & Co) der Heimskringla von Snorri Sturluson.

Sigurd Magnusson Slembe, auch Sigurd Slembidjakn († 12. November 1139), war ein norwegischer Thronprätendent in der Zeit des Bürgerkriegs.

## Leben
Schilderungen seiner Person sind durch die Königssagen in der Heimskringla und der Fagrskinna überliefert. Diese fußen zum Teil auf dem heute verlorengegangenen Werk Hryggjarstykki von Eiríkr Oddsson.
Der Heimskringla zufolge wurde Harald Gille, seit 1130 König von Norwegen und seit seinem Sieg über Magnus IV. 1135 Alleinherrscher, von einer Schar um Sigurd Slembe in der Nacht vom 13. auf den 14. Dezember 1136 im Bett getötet. Slembe behauptete, ein Bruder von Harald Gille zu sein, und ließ sich in der Folge selbst zum König ausrufen. Allerdings wurden noch 1136 Harald Gilles Söhne Sigurd Munn und Inge Krogrygg, beide noch kleine Kinder, zu Königen ausgerufen.
Slembe verband sich mit Magnus dem Blinden; die beiden wollten sich als Könige bestätigen lassen. Später hielten sich Slembe und Magnus in Dänemark auf. Im Sommer 1138 besiegte Sigurd Slembe in Lister Beintein Kolbeinson, einen tapferen Höfling von König Inge. Darauf wurde Sigurd Slembe von König Inge über das Meer verfolgt; über den folgenden Winter versteckte er sich in einer Höhle an einem Fjord.
Im Spätherbst 1139 kam Sigurd Slembe zusammen mit Magnus dem Blinden mit 30 Schiffen aus Dänemark in Norwegen an. König Inge und König Sigurd verfolgten die Flotte mit zwanzig großen Schiffen. Es kam zur Schlacht bei Holmengrå (Hvaler kommune in Østfold am äußersten Ende des Oslofjordes), die zugunsten der beiden jungen Könige ausging. Magnus und der Großteil der Schiffsbesatzungen von Magnus und Sigurd wurden getötet; Sigurd Slembe wurde gefangen genommen, gefoltert und schließlich getötet.

## Rezeption
Die 1862 entstandene Dramentrilogie Sigurd Slembe (dt. unter gleichem Titel 1903) des norwegischen Dichters und Nobelpreisträgers Bjørnstjerne Bjørnson widmet sich Slembes Leben. Der norwegische Komponist Johan Svendsen (1840–1911) schrieb 1871 eine Ouvertüre für Orchester (opus 8) zu Björnsons Drama. Diese kam am 12. Dezember 1871 in Leipzig zur Uraufführung.

## Belege
1. ↑  Rudolf Simek, Hermann Pálsson: Lexikon der altnordischen Literatur. Die mittelalterliche Literatur Norwegens und Islands (= Kröners Taschenausgabe. Band 490). 2., wesentlich vermehrte und überarbeitete Auflage. Kröner, Stuttgart 2007, ISBN 978-3-520-49002-5, S. 197.
2. ↑  Johan Svendsen (Seite nicht mehr abrufbar, festgestellt im Januar 2023. Suche in Webarchiven)  Info: Der Link wurde automatisch als defekt markiert. Bitte prüfe den Link gemäß Anleitung und entferne dann diesen Hinweis. bei radioswissjazz.ch.

| Personendaten    | Personendaten                                             |
| ---------------- | --------------------------------------------------------- |
| NAME             | Sigurd Slembe                                             |
| ALTERNATIVNAMEN  | Sigurd Slembidjakn                                        |
| KURZBESCHREIBUNG | norwegischer Thronprätendent in der Zeit des Bürgerkriegs |
| GEBURTSDATUM     | 11. Jahrhundert oder 12. Jahrhundert                      |
| STERBEDATUM      | 12. November 1139                                         |